# Impatiens bahanensis
Impatiens bahanensis är en balsaminväxtart som beskrevs av Hand.-mazz. Impatiens bahanensis ingår i släktet balsaminer, och familjen balsaminväxter. Inga underarter finns listade i Catalogue of Life.